# Biotopo Palù di Borghetto
Il Biotopo Palù di Borghetto è un'area naturale protetta del Trentino-Alto Adige istituita nel 1989.
Occupa una superficie di 7,93 ha nel comune di Avio, in Provincia autonoma di Trento.

## Fauna
Varie specie di uccelli nidificanti, il germano reale, la gallinella d'acqua e il cannareccione.

## Flora
La carice spondicola, la cannuccia di palude, il coltellaccio, la tifa, la lisca lacustre e il giaggiolo giallo.